# Бейнс, Уна
Уна Бейнс (Una Baines, род. в апреле 1957 года в Манчестере, Англия) — британская рок-исполнительница и автор песен, наибольшую известность получившая как клавишница The Fall, группы, чьё социальное мировоззрение на раннем этапе было во многом предопределено её феминистскими убеждениями и политической активностью. Дав около двадцати концертов в составе The Fall, Бейнс покинула группу в марте 1978 года; некоторое время спустя она — вместе с гитаристом Мартином Брамой (ушедшим из The Fall в 1979 году) образовала The Blue Orchids, группу выпустившую пять студийных альбомов и имевшую определённый успех в UK Indie Chart.

## Биография
Уна Бейнс родилась в 1957 году у Коллихерсте, пригороде Манчестера. С Марком Э. Смитом она познакомилась в колледже; оба бросили учёбу, столкнувшись с финансовыми трудностями. Некоторое время Уна работала клерком, потом поступила на курсы медсестер психиатрических клиник. Именно в квартире, которую она снимала в Прествиче, стали впервые встречаться четверо друзей: Бейнс, Смит, Мартин Брама и Тони Фрил. Все четверо решили создать группу после того, как побывали на концерте Sex Pistols.
Изначально Бейнс собиралась играть на ударных в группе, но выяснила, что, скорее всего, не сможет позволить себе купить ударные. Вместо этого она начала копить деньги на электроорган. Первый концерт The Fall прошёл без неё: к этом моменту она ещё не получила банковский кредит, и просидела весь концерт в зале подвального помещения North West Arts, у стены. Как полноправная участница The Fall Бейнс дебютирована на втором концерте группы 3 июня 1977 года в Манчестере. Завершился концерт британским национальным гимном, который Уна исполнила на своем электрооргане «Снупи».
Две песни The Fall, записанные на концерте 2 октября 1977 года в манчестерском Electric Circus, вошли в мини-LP Short Circuit: Live at the Electric Circus. Бейнс сыграла также на первой студийной сессии The Fall 9 ноября в Indigo Studios в Манчестере. Три песни отсюда вышли на дебютном сингле группы «Bingo-Master's Break-Out!», уже после того, как она покинула группу.